# Dance of the Drunk Mantis
Dance of the Drunk Mantis (南北 醉拳) è un film del 1979 diretto da Yuen Woo-ping.
La pellicola, del genere Kung Fu, fu diretta dal figlio di Yuen Siu-tien, Yuen Woo-ping, ed ha per protagonisti Yuen Siu-tien, Hwang Jang Lee, Linda Lin, Yuen Shun-yee, Charlie Shek e Yuen Kwai.
È il sequel del celebre Drunken Master del 1978 con Jackie Chan.
Questo è stato l'ultimo film di Yuen Siu-tien prima della sua morte avvenuta l'8 gennaio 1979 per un attacco di cuore.

## Trama
Dopo aver addestrato il giovane Freddy Wong allo stile degli Otto Dei Ubriachi (Zui quan), Su Hua Chi scopre che sua moglie ha adottato un figlio, Foggy. L'anziano maestro decide di insegnargli lo Zui quan, ma con scarsi risultati. Foggy viene quindi addestrato dallo zio, in quanto deve affrontare un vecchio rivale di suo padre, Rubber Legs, un altro maestro nello stile dell'ubriaco che combina la sua tecnica con lo stile della Mantide dando origine ad uno stile pressoché mortale.